# Белокуров, Сергей Алексеевич
Серге́й Алексе́евич Белоку́ров (1 (13) сентября 1862 — 3 декабря 1918) — российский церковный историк и археограф.

## Биография
Родился в семье диакона. Племянник епископа Никодима (Белокурова).
В 1875 году окончил Донское духовное училище, 1882 году — Московскую духовную семинарию. В 1881 году по ходатайству профессора Е. Е. Голубинского получил разрешение работать с документами в Московском главном архиве министерства иностранных дел, что позволило написать ему работу «Собрание патриархом Никоном книг с Востока». В 1882—1886 годах учился в Московской духовной академии, где под руководством Голубинского изучал принципы источниковедческого анализа и методы работы с архивными документами. После окончания академии был рекомендован на службу в Московский главный архив, где и проработал почти всю жизнь; был начальником отделения рукописей.
Занимался главным образом историей общественной и культурной жизни России XVI—XVII веков. С 1887 года был постоянным членом ОИДР, публиковал статьи и архивные документы в «Чтениях ОИДР», редактором которых он был с 1891 года; с 1887 год он также был членом-сотрудником Ростовского музея церковных древностей; с 1890 года состоял почётным членом Воронежской историко-археологической комиссии.
В 1891 году защитил магистерскую диссертацию «Арсений Суханов» о видном церковном деятеле середины XVII века. В своём сочинении он подробно осветил путешествие иеромонаха Арсения (Суханова) и отметил значение, которое имели результаты поездки для осуществления исправления богослужебных книг, инициированную патриархом Никоном. Диссертация в 1894 году была отмечена премией митрополита Макария, а затем — премией Петербургской академии наук. Продолжением этой работы стала монография «О библиотеке московских государей в XVI столетии» (1898), в которой он обоснованно отрицал связь греческих рукописей московских собраний с легендарной библиотекой Ивана Грозного и отверг версию о существовании библиотеки в тайниках Московского Кремля; в 1899 году «Журнал Министерства народного просвещения» даже предложил «вопрос о царской библиотеке считать исчерпанным». За исследование о царской библиотеке он получил степень доктора церковной истории в 1904 году, после защиты диссертации в Киевской духовной академии.
Также он занимался исторической картографией, в 1898 году составил «Древнерусскую картографию», в которой была представлена подробная информация о московских планах XVII века. Белокуровым был опубликовал ряд ценных исторических источников, многие документы он впервые ввёл в научный оборот. Получив по завещанию архив Голубинского, он подготовил к публикации труд своего учителя «История Русской Церкви» (1900—1911, 2 т.), написал работы об истории московских архитектурных памятников и церквей, в том числе «Московский Кремль при царе Алексее Михайловиче» (1894), «О времени постройки Покровского (Василия Блаженного) собора в Москве» (1900), «О бывшей в Москве на Воздвиженке церкви Дмитрия Селунского» (1903), об истории монастырей: «Преподобный Сергий Радонежский и Троице-Сергиева лавра в русской литературе» (1888) и «Афонские монастыри, их настоятели и братия в 1582 г.» (1897).
Белокуровым также был написан ряд статей для XI и XII томов «Православной богословской энциклопедии».
Умер 3 декабря 1918 года.